# فهد بن سعد الأول بن عبد الرحمن آل سعود
الأمير فهد بن سعد الأول بن عبد الرحمن آل سعود، الأبن الرابع للأمير سعد الأول بن عبد الرحمن بن فيصل آل سعود ولد عام 1914 وشارك مع عمه الملك عبد العزيز في معركة السبلة وتولى إمارة حائل وتوفي في 14 أغسطس عام 1972 في الولايات المتحدة الأمريكية وكان معروفا بالكرم وأعمال الخير ووالدته الأميرة سارة بنت عبد الله بن عبد اللطيف آل الشيخ خالة الملك فيصل.

## مشاركاته
شارك مع عمه الملك عبد العزيز في معركة السبلة في عام 1374هـ/1927م، وكما شارك في معركة الدبدبة، وقد ذهب غازياً مع شقيقه الأمير فيصل بن سعد الذي كان قائداً للجيش في غزوه لليمن، وعندما تولى إمارة حائل وماتبعها من المنطقة الشمالية أثبت كفاءته من خلال مقدرته على إدارة شؤونها وأعماله الإنسانية.
أما ما يتعلق بسياسته عندما تولى إمارة حائل، فقد ركز على ثلاثة أمور رئيسة ساهمت في نجاحه كأمير منطقة، وهي:
1. الالتزام بسياسية تجمع بين الحكمة والإنسانية وتمكنه من كسب قلوب أهالي المنطقة ومحبتهم.
2. اتباع سياسة إصلاحية تهدف إلى حل الخلافات بين أهالي المنطقة.
3. تطوير المنطقة من ناحية عمرانية.[2]

## أسرته

### زوجاته
- الأميرة منيرة بنت عبد العزيز آل سعود
- الأميرة نوره بنت ناصر الأزمع ابوثنين والدة الأمير بندر الأول (متوفي)
- الأميرة العنود بنت عبد العزيز آل سعود
- الأميرة طريفه بنت فيصل بن حمود الرشيد
- الأميرة صيته بنت غنيم بن صنيتان ابوثنين
- الأميرة نورة بنت عبد الله بن مساعد بن جلوي آل سعود

## أبناؤه
- الأمير سعد بن فهد بن سعد الأول آل سعود. متزوج من الأميرة الجوهرة بنت فيصل بن عبد العزيز آل سعود، وله من الأبناء الأمير خالد (رئيس نادي الشباب السابق، متزوج من الأميرة لولوة بنت سلطان بن عبد العزيز آل سعود)، والأمير عبدالله بن سعد بن فهد (متوفي، رئيس نادي الهلال السابق)وله من البنات، الأميرة شاهة، الأميرة منى، الأميرة نورة، الأميرة عبير، الأميرة غادة، والأميرة أمل.
- الأمير بدر بن فهد بن سعد الأول آل سعود، (الرئيس السابق للنادي الاهلي السعودي) متزوج من الأميرة موضي بنت عبد العزيز بن مساعد بن جلوي آل سعود، وله الأمير عبد العزيز بن بدر بن فهد بن سعد (متزوج وله موضي)، الأمير فهد، الأمير سعود، الأمير فيصل، الأمير محمد، الأمير خالد، الأميرة جواهر متزوجة من الأمير عبدالعزيز بن جلوي بن عبد العزيز بن مساعد بن جلوي آل سعود، الاميرة العنود.
- الأمير عبد العزيز بن فهد بن سعد الأول آل سعود، متزوج من الأميرة العنود بنت مشعل بن عبد العزيز آل سعود، وله من الأبناء الأمير فهد "متزوج من الأميرة صيتة بنت بندر بن عبد العزيز آل سعود[3]، ومتزوج من كريمة الأمير محمد بن نواف بن عبد العزيز آل سعود[4]"، الأميرة البندري «متزوجة من الأمير فهد بن سيف النصر بن سعود بن عبد العزيز آل سعود [5]ولها من الأبناء الأمير فيصل، الأمير عبد العزيز، الأمير أحمد، والأمير نايف»، الأميرة عبير «متزوجة من الأمير خالد بن بدر بن محمد بن عبدالعزيز آل سعود[6]» ، وله كريمة «متزوجة من الأمير فهد بن منصور بن سعد بن سعود بن عبد العزيز آل سعود[7]».
- الأمير عبد الرحمن بن فهد بن سعد الأول آل سعود
- الأمير فيصل بن فهد بن سعد الأول آل سعود
- الأمير بندر بن فهد بن سعد الأول آل سعود، متزوج من الأميرة نوف بنت محمد بن عبد العزيز آل سعود
- الأمير خالد بن فهد بن سعد الأول آل سعود
- الأمير عبد الله بن فهد بن سعد الأول آل سعود(ابن الأميرة منيرة بنت عبدالعزيز-توفي صغير-)
- الأميرة سارة بنت فهد بن سعد الأول آل سعود
- الأميرة جهير بنت فهد بن سعد الأول آل سعود
- الأميرة موضي بنت فهد بن سعد الأول آل سعود(ابنه الأميرة منيرة بنت عبدالعزيز-توفيت صغيره-)
- الأميرة حصة بنت فهد بن سعد الأول آل سعود
- الأميرة العنود بنت فهد بن سعد الأول آل سعود
- الأميرة البندري بنت فهد بن سعد الأول آل سعود

## وفاته
توفي الأمير فهد بن سعد الأول بن عبد آلرحمن آل سعود رحمهُ الله في يوم الأثنين 5 رجب 1392هـ الموافق 14 أغسطس 1972م في أحد مستشفيات الولايات المتحدة الأمريكية أثر مرض أصابه في الكلى والكبد، وقد نُقل جثمانه إلى الرياض حين دُفن يوم الأربعاء في 7رجب 1392هـ الموافق 16 أغسطس 1972 في مقبرة العود.

## انظر ايضاً
حائل

## وصلات خارجية
- من أعلام آل سعود فهد بن سعد بن عبد الرحمن.